# Nando Yosu
Fernando Trío Zabala, más conocido como Nando Yosu (Munguía, Vizcaya, 8 de julio de 1939 - Santander, Cantabria, 20 de febrero de 2016), fue un jugador y entrenador español de fútbol muy ligado a Cantabria y al Real Racing Club de Santander. Jugaba como centrocampista.

## Biografía

### Jugador
Empezó jugando en el Nueva Montaña, donde vivía desde los trece años. En 1957 fichó por el Rayo Cantabria, filial del Racing de Santander. En 1958 pasó al Racing de Santander. Debutó con el club cántabro el 14 de septiembre, en una derrota por 1-3, ante el CE Sabadell. En 1960 logró el ascenso a Primera División con el equipo cántabro, tras dos temporadas en Segunda División. El 11 de septiembre de 1960 debutó en Primera División, en una victoria por 2-1, ante el Real Zaragoza. En 1962 fue traspasado al Valencia CF con el que ganó dos Copas de Ferias, en 1962 y 1963. En el equipo valenciano logró marcar dos goles al Barça en el partido de ida de la final de la Copa de Ferias 1961-1962 (con victoria final por 6-2), que se disputó el 8 de septiembre de 1962. Un año después volvió a las filas del Racing, en Segunda División.
Fue traspasado al Athletic Club en 1964, donde pasó dos temporadas. En 1966 pasó al Pontevedra, en el que jugó tres temporadas. En 1969 fichó por el Calvo Sotelo, donde jugó dos temporadas. Colgó las botas la Gimnástica de Torrelavega, dejando tras de sí 122 partidos en Primera (56 con el Racing) y 147 partidos, en total, en el Racing de Santander.

### Entrenador
Al comenzar la temporada 1971-1972, el entrenador de la Gimnástica de Torrelavega Tomás Telechea, fue sustituido en el banquillo por uno de sus jugadores, Fernando Trío Zabala, más conocido por Yosu, que al carecer de carnet nacional estaría acompañado en labores técnicas por José Enrique Pedregal García. En el periodo 1973-1975, este dúo volvería a tomar las riendas del conjunto torrelaveguense. Más tarde empezaría con los juveniles del Racing de Santander y luego en el primer equipo de segundo de José María Maguregui. En la temporada 1977/78 se convirtió en el primer entrenador del equipo santanderino. Aunque fue una temporada complicada logró salvar al Racing, pero bien avanzada la temporada siguiente fue destituido por problemas de salud. Siguieron el Real Oviedo, Linares, Granada, Alavés, Ourense, Alzira, Orihuela, Deportiva Ponferradina para luego regresar al Granada y, en varias etapas diferentes, al Racing de Santander.
Este hombre despertó el cariño de todos los aficionados del equipo cántabro debido a su dedicación, trabajo y, sobre todo, porque como técnico del citado club, en seis ocasiones, ha salvado al equipo del descenso a Segunda División, las últimas en 2005 y 2006. Solía celebrar sus éxitos realizando una peregrinación a algún templo de Cantabria. Hasta su jubilación, en enero de 2009, fue director deportivo del Racing.
Residió en la residencia San Cipriano, en el municipio de Santa Cruz de Bezana, en Cantabria, ya que desde 2009 tenía un proceso de Alzheimer.

## Clubes

### Clubes como jugador
| Club                      | País   | Año       |
| ------------------------- | ------ | --------- |
| SD Nueva Montaña          | España |           |
| Racing de Santander       | España | 1958-1959 |
| Racing de Santander       | España | 1959-1960 |
| Racing de Santander       | España | 1960-1961 |
| Racing de Santander       | España | 1961-1962 |
| Valencia CF               | España | 1961-1962 |
| Valencia CF               | España | 1962-1963 |
| Racing de Santander       | España | 1963-1964 |
| Athletic Club             | España | 1964-1965 |
| Athletic Club             | España | 1965-1966 |
| Pontevedra                | España | 1966-1967 |
| Pontevedra                | España | 1967-1968 |
| Pontevedra                | España | 1968-1969 |
| Calvo Sotelo              | España | 1969-1970 |
| Calvo Sotelo              | España | 1970-1971 |
| Gimnástica de Torrelavega | España |           |

### Clubes como entrenador
| Club                  | País   | Año       |
| --------------------- | ------ | --------- |
| Racing de Santander   | España | 1977-1978 |
| Racing de Santander   | España | 1978-1979 |
| Real Oviedo           | España | 1979-1980 |
| Real Oviedo           | España | 1980-1981 |
| Linares CF            | España | 1981-1982 |
| Linares CF            | España | 1982-1983 |
| Linares CF            | España | 1983-1984 |
| Granada CF            | España | 1984-1985 |
| Alavés                | España | 1985-1986 |
| CD Ourense            | España | 1987-1988 |
| UD Alzira             | España | 1988-1989 |
| Orihuela Deportiva CF | España | 1989-1990 |
| Orihuela Deportiva CF | España | 1990-1991 |
| SD Ponferradina       | España | 1991-1992 |
| Granada CF            | España | 1992-1993 |
| Granada CF            | España | 1993-1994 |
| Racing de Santander   | España | 1995-1996 |
| Racing de Santander   | España | 1997-1998 |
| Racing de Santander   | España | 1998-1999 |
| Racing de Santander   | España | 2003-2004 |
| Racing de Santander   | España | 2004-2005 |
| Racing de Santander   | España | 2005-2006 |

## Palmarés
| Título         | Club        | País   | Año     |
| -------------- | ----------- | ------ | ------- |
| Copa de Ferias | Valencia CF | España | 1961-62 |
| Copa de Ferias | Valencia CF | España | 1962-63 |

## Premios y homenajes
- En 2006 recibió la insignia de oro de la Asociación de la Prensa Deportiva de Cantabria, en el marco de la Gala del Deporte cántabro.[9]

- El complejo deportivo del Racing de Santander, que acabó de construirse en agosto de 2011, lleva su nombre. El 8 de julio de 2014 coincidiendo con el 75 cumpleaños de Nando, la peña "Cóncanos" le rindió homenaje con un grafiti gigante del extécnico verdiblanco en la curva noroeste de los Campos de Sport de El Sardinero.[10]

- El 21 de marzo de 2016 se puso en marcha un proyecto de homenaje a Nando que comenzó con la creación de una página web con el fin de financiar una estatua.

- En febrero de 2017 se le concedió una estrella en el paseo de la fama de Tetuán, barrio en el que residió.[11]

- El 1 de noviembre de 2017 la Asociación de Peñas Racinguistas, a iniciativa del colectivo Concanos, descubrió en la Tribuna Norte de Los Campos de Sport, en la curva Nando Yosu, una placa con la mítica frase que Yosu pronunció cuando le fue entregada la medalla de oro al mérito del deporte del Gobierno de Cantabria en 2007: "No es que haya dedicado mi vida al Racing, sino que mi vida es el Racing".
- El 18 de julio de 2018 la afición racinguista descubre un bajorrelieve de él en la entrada del Sport del Sardinero

Falleció el 20 de febrero de 2016 debido a una insuficiencia respiratoria por la que llevaba varios días ingresado.